# Something New (Tokio Hotel)
Something New è un singolo della band tedesca Tokio Hotel, singolo apripista estratto dal sesto album in studio Dream Machine e distribuito solamente per via digitale, pubblicato il 23 dicembre 2016.

## Tracce
1. Something New – 5:21